# Цар Борис III (булевард в Пловдив)
„Цар Борис III – Обединител“ е най-централно разположеният и сред най-натоварените булеварди в Пловдив.
Започва от кръстовището на площад „Сточна гара“, където се пресича с булевард „Христо Ботев“ и минава покрай площад „Централен“ като се явява неговата източна граница. След това се пресича с булевард „Княгиня Мария-Луиза“ на две нива, минава през тунела под Трихълмието и пресича най-дългия булевард в града „Шести септември“. След това пресича река Марица до панаира, пресича булевард „България“ на кръговото при панаира и завършва при парк „Рибница“ в район „Северен“.
В район „Южен“ улица „Индустриална“, успоредна на булевард „Кукленско шосе“ се е считала на негово естествено продължение. С построяване на надлез „Родопи“ в края на 90-те години, естественото продължение на булеварда на юг става булевард „Найчо Цанов“. На север липсва продължение, където, в кръгово кръстовище се пресича с перпендикулярния му „Дунав“, и с радиалната входно-изходна артерия „Брезовско шосе“ на североизток.
През 2015 г. около 60 % от трафика Север-Юг в Пловдив минава през булеварда. В плана за развитието на град Пловдив са заложени изграждане на вътрешноградски тангенти с цел разтоварване на движението по булеварда.

## История
От несъществуващия вече площад „Цар Крум“ в Пловдив на юг е започвала улица „Граф Игнатиев“ и е достигала до сградата на Товарна гара на булевард „Христо Ботев“.
През 50-те години на XX век е прокопан тунелът в Пловдив, с което улица „Граф Игнатиев“ се продължава зад тепетата и започва да носи името на тунела „Георги Димитров“. Изгребаните камъни и чакъл от тунела са били предназначени за поставяне на основите на нов мост, който да свърже формиращия се булевард с панаирните палати, установени на север от река Марица. Строителството на моста започва през 1949 г. и след това е изоставено. Първоначално до строежа на моста е изградено помощно дървено съоръжение между двата бряга, което е използвано от пешеходци в двете посоки. Строителството на панаирния мост е подновено през 1959 г. а съоръжението е пуснато в експлоатация на 25 август 1960 г. С това булевардът преминава в Каршияка.
Булевардът добива сегашния си вид през 80те години на XX век. Строителството в отсечката от булевард „Христо Ботев“ до тунела с две ленти за движение във всяка посока и разделителна ивица между тях, както и на изграждане на серия от подлези – до ректората на Пловдивския университет, до хотел Тримонциум, до Централната пощата и до Понеделник пазара започва на 30 октомври 1982 г. и булевардът е пуснат в движение на 3 декември 1983 г. Най-сложно място по цялата отсечка е пресичането на булеварда с булевард „Княгиня Мария-Луиза“. Взето е решение пресичането да стане на две нива с транспортен подлез, с което автомобилният поток изток-запад да минава под булеварда.
При разширяване на булеварда на площ общо над 1000 кв. м и на дълбочина от 3,5 -4,5 м се появяват археологически находки. Заради тях ремонтните работи са прекратявани, а булевардните разширявания са препроектирани. Най-важните открития са около подлезите –„Тримонциум“ и „Археологически“.
След 1990 г. булевадрът за кратко се нарича „Възраждане“ и след това „Цар Борис III – Обединител“.

## Градски транспорт
По булеварда са се движили най-много автобусни и тролейбусни линии в града. След преустановяването използването на тролейбусния транспорт в Пловдив през 2012 г., по булеварда остават единствено автобусите с номера 1,4,7,9,11,15,20,25,26,27,37,44,93,99, както и маршрутки 4 и 5. В едната посока се движи и автобус 16.

## Забележителности
Близо до булеварда са следните забележителности и институции:
- Ректоратът на Пловдивския университет
- Площад „Граф Игнатиев“
- Католишката махала, храм „Дева Мария – Царица на ангелите“ и капуцинския манастир
- Хотел „Тримонциум“
- Площад „Централен“
- Римски форум
- Централна поща
- Oдеон
- Митрополитски храм „Света Марина“
- Филипополска голяма базилика
- Католическа катедрала „Свети Лудвиг“
- Античния театър
- Тунелът под седловината между Таксим тепе и Джамбаз тепе
- Капана
- Небет тепе
- Център за съвременно изкуство „Баня Старинна“ (Чифте баня)
- Пловдивската духовна семинария
- Регионална инспекция по околната среда и водите към Министерство на околната среда и горите
- Панаирен мост
- Хотел „Марица“
- Международен панаир Пловдив и площада пред него
- Парк „Рибница“

## Галерия
- Цар Борис III – Обединител
- Панаирен мост
- Хотел „Тримонциум“
- Хотел „Марица“
- Булевардът през 2014 г.

## Паметници
- Паметник на Цар Борис III – на кръстовището с улица „Капитан Райчо Николов“
- Паметник на Паисий Хилендарски – пред ректората на Пловдивския университет

- Паметник на цар Борис III
- Паметник на Паисий Хилендарски